# Trimerotropis albescens
Trimerotropis albescens är en insektsart som beskrevs av Mcneill 1901. Trimerotropis albescens ingår i släktet Trimerotropis och familjen gräshoppor. Inga underarter finns listade i Catalogue of Life.